# Зейский заповедник
Зе́йский запове́дник — государственный природный заповедник в Амурской области России.
Был создан 3 октября 1963 года. Инициатором его создания выступил Дальневосточный филиал Сибирского отделения Академии наук СССР. Заповедник занимает восточную оконечность хребта Тукурингра. Площадь — 100 128 га. Площадь охранной зоны — 34000 га. Территория Зейского заповедника вытянута с юго-востока на северо-запад на 50 км, ширина её составляет в среднем 25 км. Рельеф заповедника преимущественно горный.

## Флора и фауна
Безморозный период равен 75—86 дням. На территории заповедника обитают млекопитающие — 52 вида. Наиболее типичны для Зейского заповедника изюбрь, косуля, лось, медведь, соболь. Изюбрь — дальневосточная форма настоящего оленя. Птиц отмечено — 241 вид. Из земноводных в заповеднике наиболее обыкновенна сибирская лягушка. Сибирский углозуб обитает на кочковатых болотах, редкостойных лиственничных марях и в сырых лиственничных лесах. По прогреваемым опушкам встречается живородящая ящерица. Обыкновенный щитомордник на юго-востоке заповедника встречается повсеместно. Из насекомых хорошо изучены чешуекрылые или бабочки, их в Зейском заповеднике найдено около 1400 видов (данные на февраль 2015 года); наиболее интересные виды — хохлатка Тукурингра (Zaranga tukuringra), известная в России только с территории Зейского заповедника, и редчайшая медведица Менетрие (Borearctia menetriesii). Уникальны самые северные в мире места произрастания монгольского дуба (в районе кордона Тёплый на берегу Зейского водохранилища), где встречаются животные, характерных для данных лесов. На хребте Тукурингра выявлено 158 видов грибов, относящихся к 106 родам и 41 семейству. Кроме того, в восточной части хребта обнаружено 208 видов почвенных грибов, часть из которых фитопатогенны. Сосудистых растений выявлено 637 видов.